# SMS Tiger (1887)
Pour les autres navires du même nom, voir SMS Tiger.
Le SMS Tiger est un croiseur protégé unique, de type torpilleur, construit à Trieste alors parti du Littoral autrichien pour la Marine austro-hongroise. Il bénéficia d'amélioration de la classe Panther précédente.
Il ne doit pas être confondu avec la canonnière SMS Tiger de la marine impériale allemande, lancée en 1899.

## Histoire
Il a été conçu comme un croiseur-torpilleur avec bélier, rapide et léger.
En 1906 il a été converti en yacht-amiral sous le nom de SMS Lacroma. Son armement fut réduit à 4 canons Skoda  et 4 canons Hotchkiss de 47 mm et les lance-torpilles supprimés.

En 1915, il fut totalement désarmé.
Après la reddition de l'Empire austro-hongrois il est pris par la marine yougoslave. En 1920, il est donné à l'Italie au titre des dommages de guerre.

## Crédits
- (en) Cet article est partiellement ou en totalité issu de l’article de Wikipédia en anglais intitulé « SMS Tiger (1887) » (voir la liste des auteurs).